# Universitatea „Dunărea de Jos” din Galați
Universitatea „Dunărea de Jos” (acronim: UDJG) din Galați este prima instituție de învățământ superior din România, care și-a extins activitatea și în Republica Moldova. Universitatea a fost clasificată de către Asociația Universităților Europene în categoria „universități de educație și cercetare știintifică”. Este acreditată cu grad de încredere ridicat, acordat în urma evaluării Agenției Române Pentru Asigurarea Calității în Învățământul Superior.

## Istoric
În anul 1948, la Galați s-a înființat Institutul de Îmbunătățiri Funciare. Ulterior, în anul 1951 s-a înființat Institutul Mecano-Naval, în interiorul căruia s-a dezvoltat Facultatea de Construcții Navale, o facultate care a avut încă din prima serie 155 de studenți. Prin specificul de port la Dunăre, Galațiul a fost un centru al industriei alimentare, în care se concentrau produse agricole vegetale și animale. Astfel, Institutul de Industrii Alimentare din București a fost transferat în anul 1955 la Galați și a fost comasat cu Institutul Tehnic din Galați.   
Pe 20 martie 1974 s-a înființat Universitatea din Galați, prin unirea Institutului Politehnic cu Institutul Pedagogic (Decretul Consiliului de Stat din 20 martie 1974). Mai târziu, după sfârșitul regimului comunist, în anul 1991, Universitatea din Galați și-a luat numele de Universitatea „Dunărea de Jos” din Galați, prin Hotărârea Guvernului din 4 ianuarie 1991.  
În structura institutelor s-au realizat o serie de programe de studiu pe teme de construcții navale, exploatarea navelor și porturilor, industrii alimentare, tehnică piscicolă, frigotehnie.   

## Campus

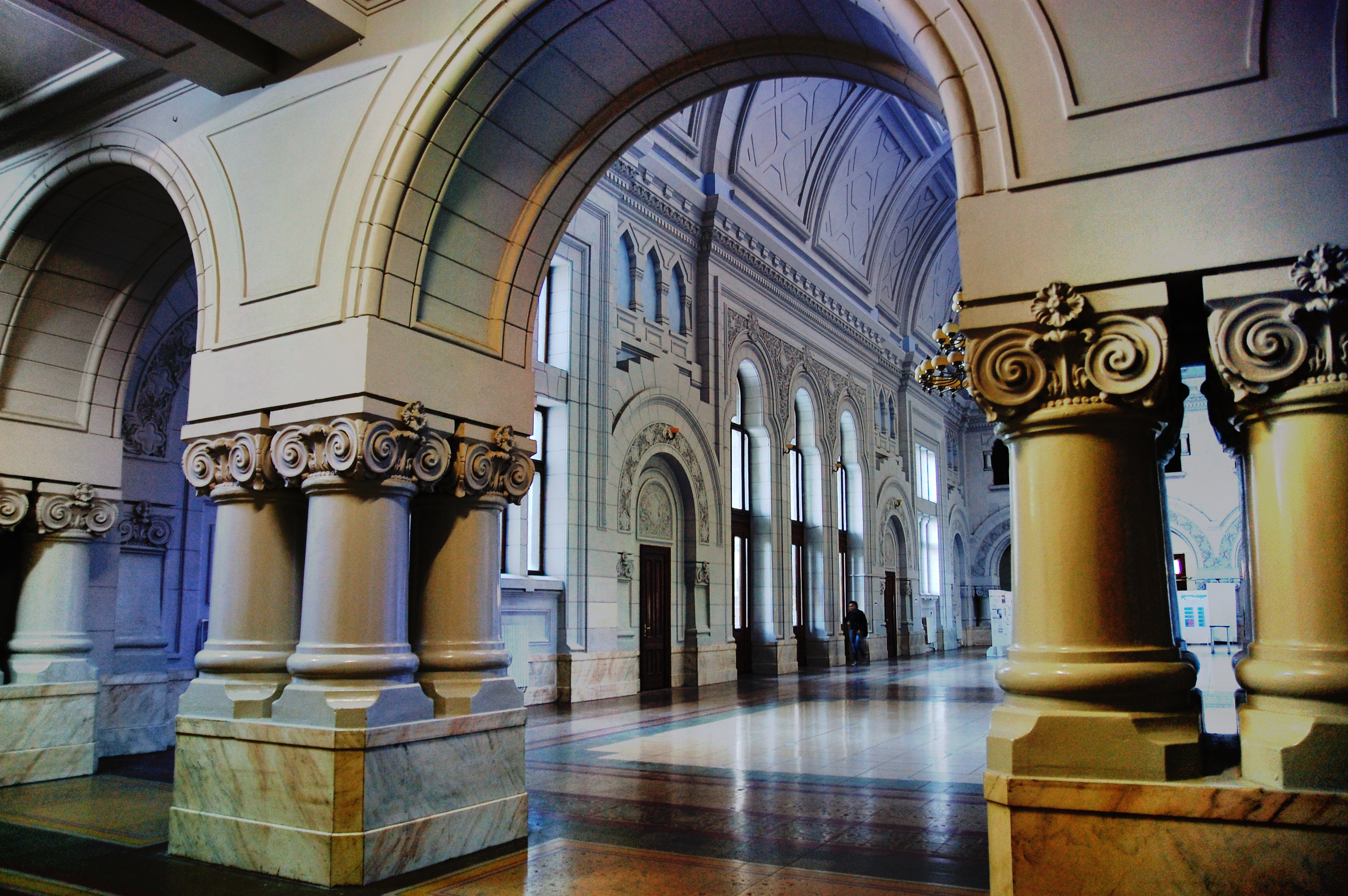
Holul Universității „Dunărea de Jos” din Galați

În 2020, Universitatea „Dunărea de Jos” din Galați avea 14 facultăți și pregătea studenți pentru ciclurile de studii universitare de licență, masterat și doctorat în domenii ca: inginerie, științe economice și umaniste, medicină, arte și sport.
Universitatea „Dunărea de Jos” din Galați dispune de:
- 25 de centre de cercetare
- 3 campusuri studențești
- 3.000 de locuri de cazare
- 3 cantine
- 12 săli de lectură
- 1 cabinet medical
- o capelă studențească
- două săli de sport

În cadrul universității funcționează două structuri complementare facultăților: Departamentul pentru Pregătirea Personalului Didactic (DPPD) și Departamentul de Formare Continuă și Transfer Tehnologic (DFCTT). DPPD realizează formarea psihopedagogică a viitorilor profesori prin programe de Nivel I și Nivel II oferite studenților în regim de învățământ cu frecvență sau absolvenților, în regim modular - postuniversitar. DFCTT realizează programe de formare profesională a adulților prin reconversie și programe postuniversitare, precum și proiecte/programe educaționale care se adresează unor categorii sociale extinse - adulți, tineri, copii - cum sunt eJobs, U3A, Universitatea Junior, ș.a.
În cadrul Universității a fost creat primul program românesc de studii universitare destinat persoanelor de vârsta a treia. Astfel, în anul 2016, la Galați s-a desfășurat prima admitere a Universității vârstei a treia (U3A), modulele de studiu academic fiind variate: Drept; Medicină; Artă, cultură și civilizație; Istorie, filosofie și teologie; Kinetoterapie; Economie geopolitică și relații internaționale; Pedagogie, psihologie și relații intergeneraționale; Nutriție și ingineria alimentelor; Știință și inginerie; Turism.
Începând din anul universitar 2019-2020, Departamentul de Formare Continuă și Transfer Tehnologic organizează programul pilot Universitatea Junior, unic la nivel național. Acest program de formare continuă este destinat elevilor din învățământul preuniversitar cu vârsta minimă de 8 ani și acoperă dorința lor de dezvoltare a cunoștințelor în domeniul jocurilor pe calculator și al informaticii. Inițiativa îi aparține lectorului universitar dr. Ionuț Mitrofan de la Facultatea de Istorie, Filosofie și Teologie.

### Biblioteca
Sediul central al bibliotecii se află în clădirea care a găzduit Filiala de științe economice și umaniste, iar cele 6 filiale sunt amplasate pe lângă facultățile de profil. Sălile de lectură din cadrul filialelor sunt cu acces liber la raft. Tipologia documentelor cuprinde cărți, periodice, standarde, brevete de invenții, documente electronice și baze de date online. Universitatea este membră în cadrul consorțiului Anelis Plus, prin intermediul căruia este posibilă achiziția partajată privind accesul la bazele de date online. La 1 ianuarie 2020, fondul bibliotecii constituia 467,689 de volume, cu o creștere anuală de 4.576 de volume. Avea 8.434 de utilizatori activi.
Biblioteca Institutului Mecano-Naval a fost înființată în 1951, cu un fond de publicații de peste 8.500 de volume. În perioada 1953-1955 fondul bibliotecii se îmbogățește cu publicații provenite de la Institutul de Piscicultură din Constanța și Institutul de Industrie Alimentară din București. În 1957, biblioteca își schimbă denumirea în Biblioteca Institutului Politehnic. În 1959 se înființează Biblioteca Institutului Pedagogic cu un fond de carte alcătuit inițial din donații provenite de la Biblioteca Centrală Universitară din Iași și Liceul de Marină din Galați; activitatea se defășoară cu un singur bibliotecar. Biblioteca Institutului Pedagogic funcționa în 1963 cu 7 bibliotecari, în două încăperi, 4 depozite, sală de lectură cu 70 de locuri și depozit de carte.
În 1974 își schimbă denumirea în Biblioteca Universității din Galați. Începe organizarea bibliotecii prin contopirea fondurilor de documente ale bibliotecilor Institutului Politehnic și Institutului Pedagogic (însumând 314.000 de volume, din care peste 212.000 de cărți, 60.000 de reviste, 42.000 de standarde). Dezvoltarea fondului este asigurată prin contracte încheiate cu Centrul de Librării și Desfacerea Cărții și Direcția de Difuzare a Presei, pentru reviste. Se cumpără cărți din librării, anticariat; se primesc donații și există colaborări cu alte biblioteci privind schimbul de carte. Biblioteca funcționează în clădirea rectoratului, unde ocupa 44 încăperi, în care sunt amenajate săli de lucru pentru personalul bibliotecii, săli de lectură și depozite ale secțiilor de documentare și împrumut. În cadrul bibliotecii funcționa un serviciu de multiplicare, un atelier de legătorie și un atelier foto, personalul fiind format din desenatori, legători, xerografiști și fotografi.

În 1991 biblioteca își schimbă denumirea în Biblioteca Universității "Dunărea de Jos" din Galați. Sistemul integrat  TinLIB achiziționat în 1999 automatizează activitățile din bibliotecă (catalogarea, evidența și împrumutul publicațiilor). Un an mai târziu, se lansează prima pagină web a bibliotecii. Proiectele de informatizare ale bibliotecii continuă în 2010, prin implementarea depozitului digital instituțional ARTHRA, în 2016, prin migrarea datelor bibliografice din TinLIB în noul soft de bibliotecă open source, Koha[nefuncțională – arhivă]
 și în 2019, prin lansarea portalului UGAL Index Arhivat în 14 aprilie 2021, la Wayback Machine..

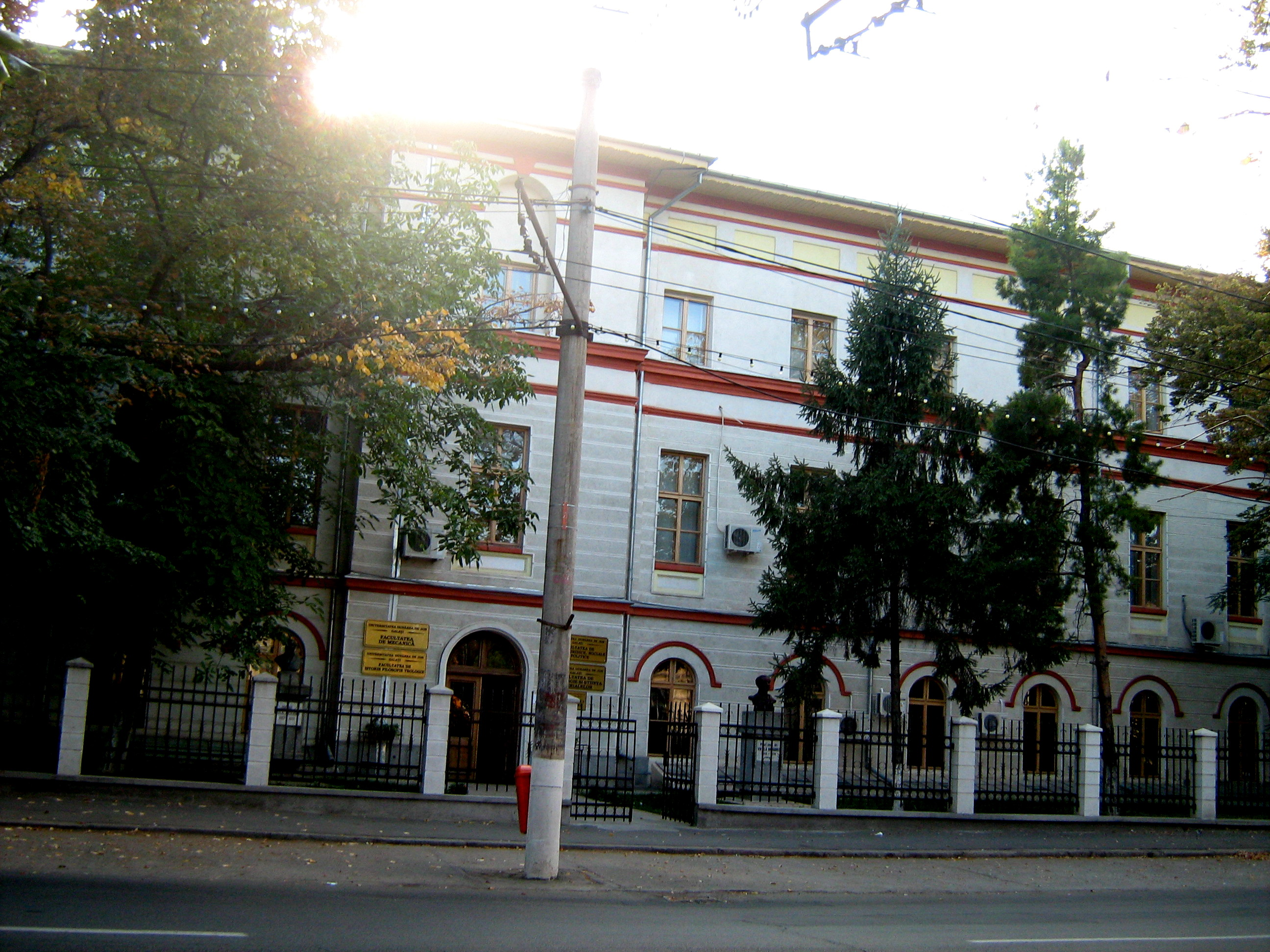
Institutul „Notre Dame de Sion”, azi sediul Facultăților de Inginerie, Litere, și Științe Sociale, Juridice și Politice

Pe lângă sediul central, filialele bibliotecii sunt:
- Filiala Facultății de Inginerie și Agronomie din Brăila
- Filiala Facultății de Medicină și Farmacie
- Filiala Facultății de Litere
- Filiala Facultății de Științe Juridice, Sociale și Politice
- Filiala Facultății de Arte
- Centrul de Documentare Europeană

Filialele Facultăților de Litere, Științe Juridice, Sociale și Politice și Arte, precum și Centrul de Documentare Europeană se află în corpul principal al clădirii care a aparținut Institutului „Notre Dame de Sion”. Informațiile legate de istoricul universității din Galați relevă faptul că acest corp de clădire a fost transformat de hitleriști în spital pentru îngrijirea răniților, în primăvara anului 1944.

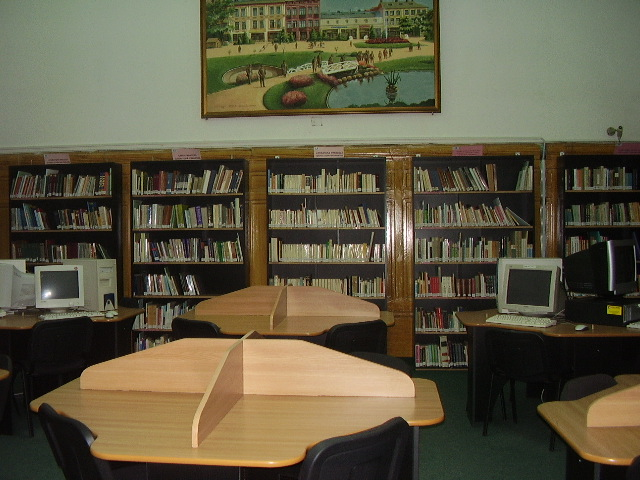
Sala de lectură I (fostul sediu central)
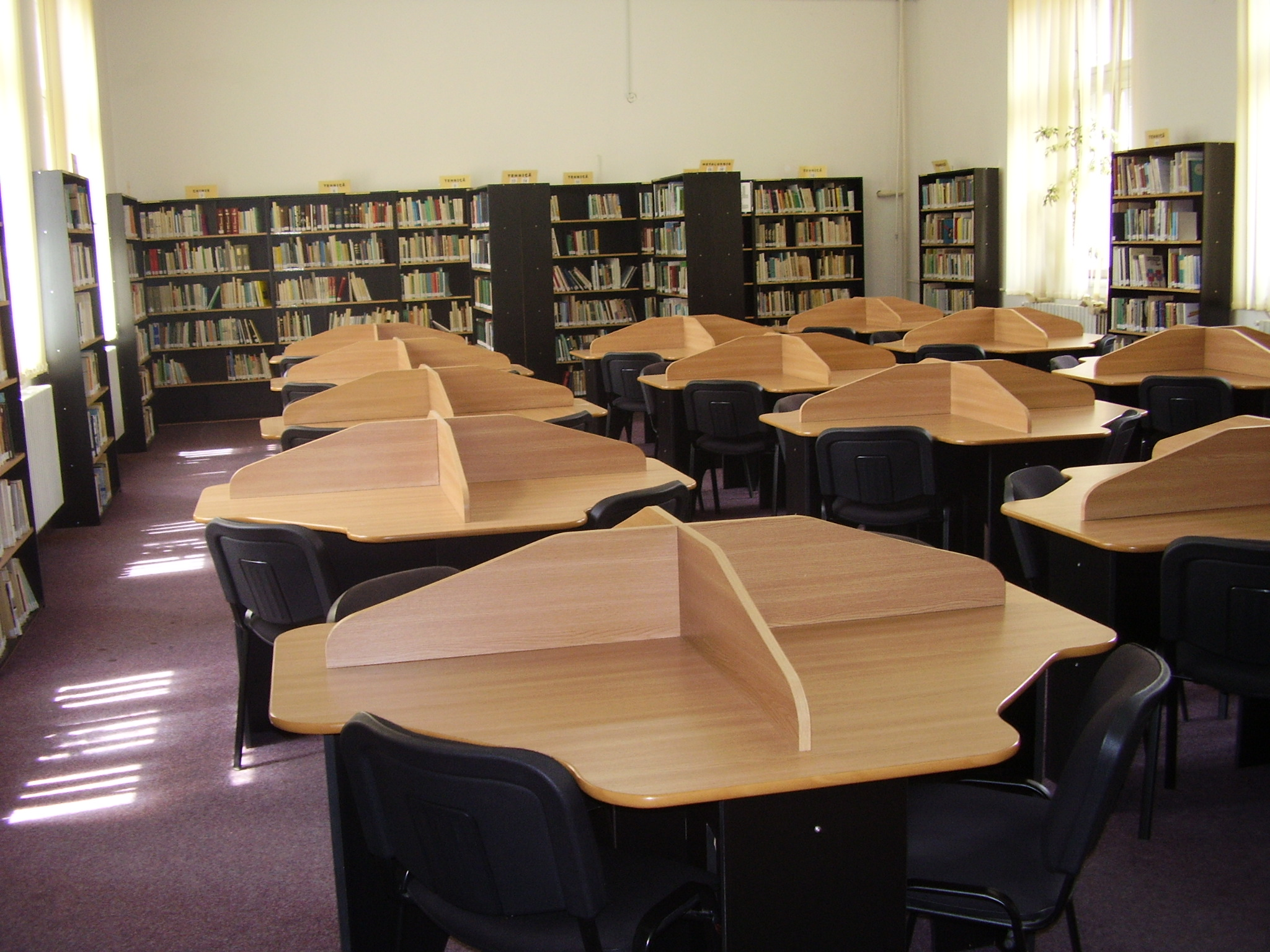
Sala de lectură II (fostul sediu central)
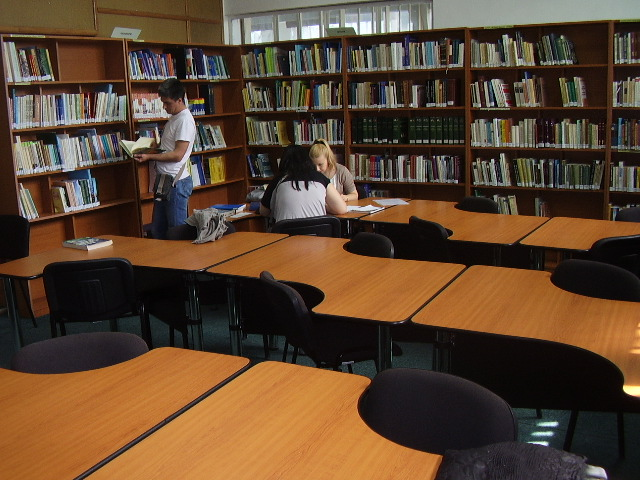
Sala de lectură (Filiala de științe economice și umaniste)
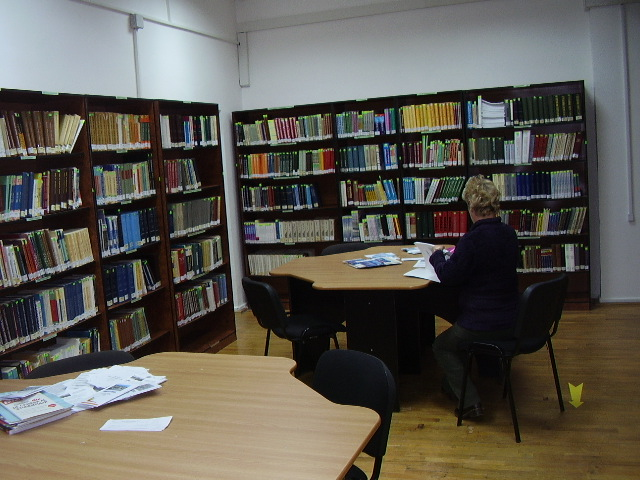
Sala de lectură (Filiala Facultății de Medicină și Farmacie)
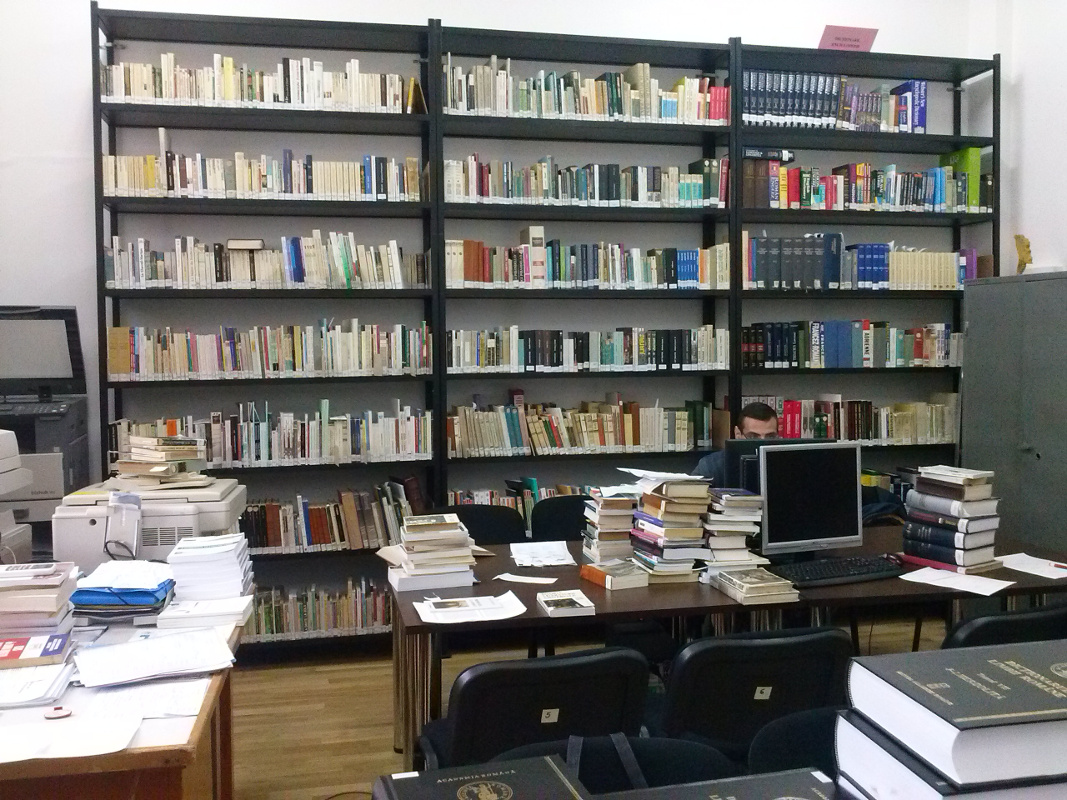
Sala de lectură (Filiala Facultății de Litere)
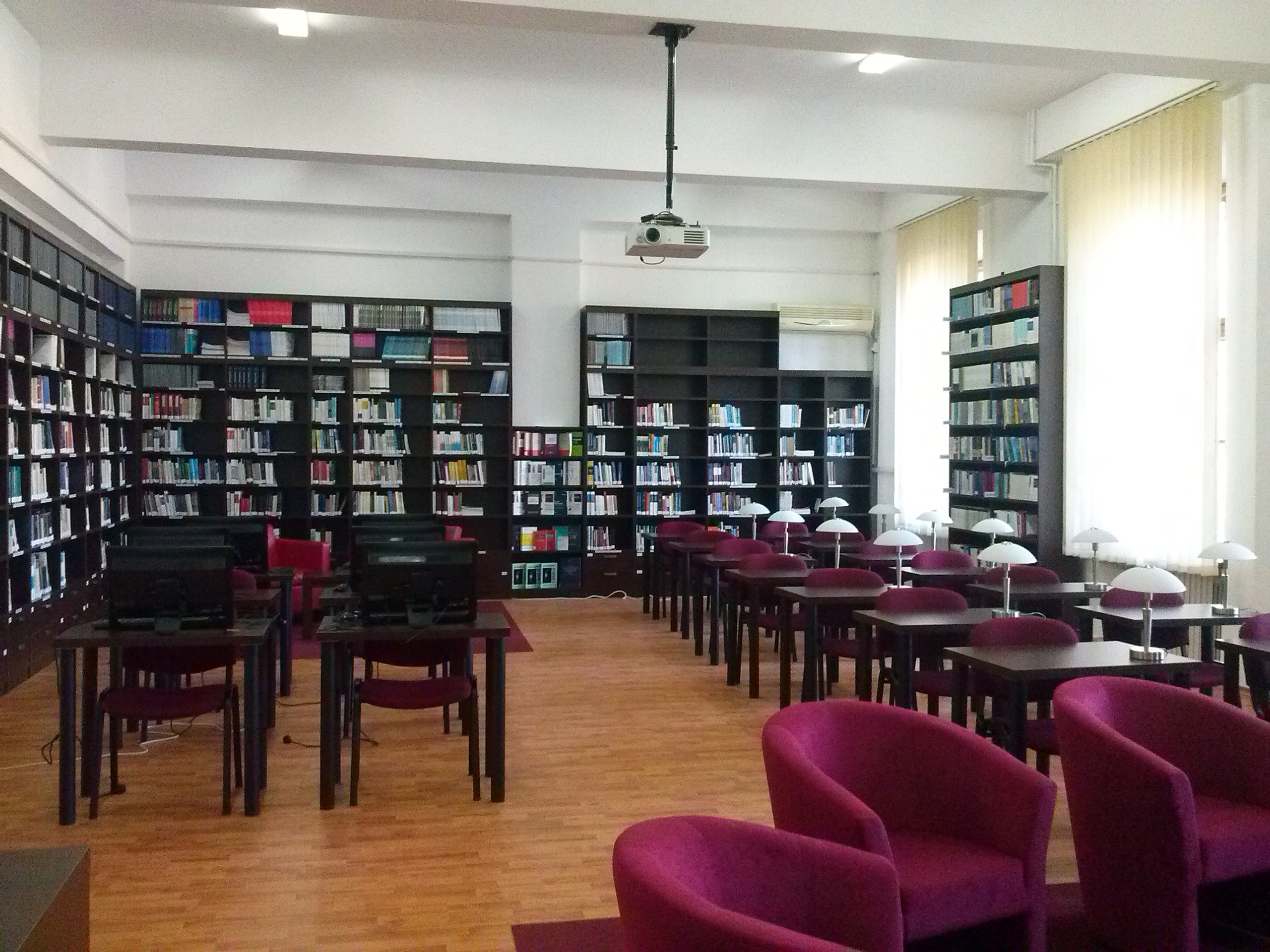
Sala de lectură (Filiala Facultății de Științe Sociale, Juridice și Politice)
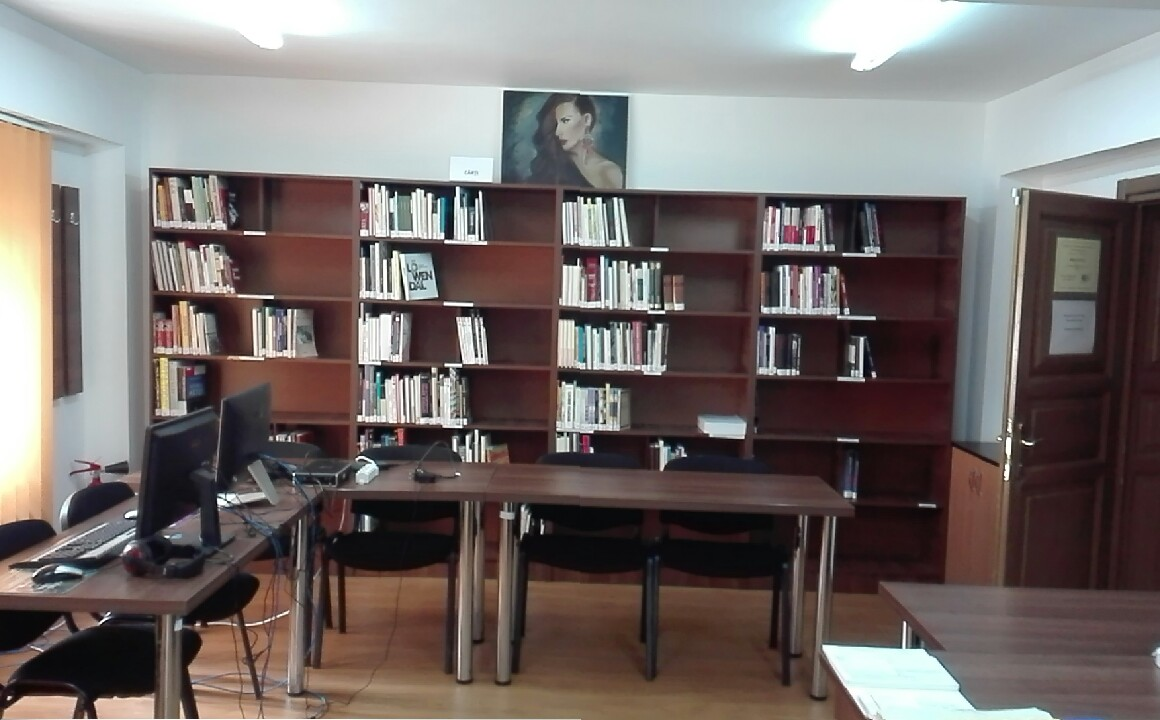
Sala de lectură (Filiala Facultății de Arte)

## Organizare și administrare
Universitatea și-a extins legăturile academice, având propria sucursală la Facultatea de Medicină și Farmacie în Enna – Italia. Acest parteneriat academic a fost  încheiat cu Universitatea „Kore” din Enna și Fondul Proserpina. Facultatea este acreditată de ARACIS, membră a Asociației Europene pentru Asigurarea Calității în Învățământul Superior (ENQA), diplomele obținute de absolvenți fiind recunoscute internațional. Facultatea de Medicină și Farmacie din Enna are două programe de studii – Medicină (75 locuri) și Asistență medicală generală (25 locuri), toate locurile fiind cu taxă. Durata studiilor la cele două specializări este de șase ani pentru Medicină și patru ani pentru Asistență medicală general.  
Universitatea funcționează pe baza reglementărilor stabilite și aprobate de Senat sau de către organismele de conducere ale componentelor structurale, în acord cu: Declarația Drepturilor Omului și ale Cetățeanului, Constituția României, Legea Învățământului, Legea Statutului Personalului Didactic și cu prevederile din  Carta Universitară.

## Învățământ și cercetare

### Facultăți
- Facultatea de Inginerie
- Facultatea de Arhitectură Navală
- Facultatea de Știința și Ingineria Alimentelor
- Facultatea de Automatică, Calculatoare, Inginerie Electrică și Electronică
- Facultatea de Educație Fizică și Sport
- Facultatea de Litere
- Facultatea de Științe și Mediu
- Facultatea de Istorie, Filosofie și Teologie
- Facultatea de Inginerie și Agronomie din Brăila
- Facultatea de Economie și Administrarea Afacerilor
- Facultatea de Drept și Științe Administrative
- Facultatea de Medicină și Farmacie

- Facultatea de Arte
- Facultatea Transfrontalieră

## Activități studențești
Studenții beneficiază de mobilități ERASMUS în diverse țări europene, burse acordate prin bugetul de stat (suplimentate cu 10% din fondurile proprii ale Universității), încurajarea asociațiilor studențești (Liga Studenților, AIESEC, SSMG, ASCOR) și a manifestărilor organizate de acestea: conferințe, târguri, burse, prezentări, festivaluri, expoziții de carte, fotografie etc.

## Performanțe
În 2024, UDJG a ocupat poziția 1235 la nivel mondial (din 8536 de universități clasate) și locul 5 la nivel național (din 73 universități clasate) în topul Study Abroad Aide.

## Personalități notabile

### Rectori
Rectorii care au condus Universitatea începând cu anul 1974 când a avut loc înființarea Universității prin unificarea Institutului Pedagogic cu Institutul Politehnic și până în prezent, au fost: 
1. Prof. dr. ing. Ion Crudu (1974 – 1981)
2. Prof. dr. doc. ing. Florea Oprea (1981 – 1988)
3. Prof. dr. ing. Mihai Jâșcanu (1989 – 1996)
4. Prof. dr. ing. Emil Constantin (1996 – 2004)
5. Prof. dr. ing. Alexandru Epureanu (2004 -2006)
6. Prof. dr. ing. Mircea Bulancea (2006)
7. Prof. dr. ing. Viorel Mînzu (2006 – 2012)
8. Prof. dr. ing. Iulian-Gabriel Bîrsan (2012 - 2020)
9. Prof. dr. ing. Puiu Lucian Georgescu (2020-2024)
10. Prof. dr. ing. Laura Daniela Buruiană (2024-prezent)